# Lin Bai
Lin Bai (née Lin Baiwei - en chinois : 林白 - dans le Guangxi en 1958) est une écrivaine d'avant-garde chinoise. Ses œuvres les plus connues traitent de la sexualité féminine dans la Chine post-Mao et sont également connues pour leur caractère très personnel et autobiographique.